# Tour de Ski 2008/2009
Tour de Ski 2008/2009 to trzecia edycja tej prestiżowej imprezy w biegach narciarskich, która odbywa się na przełomie roku. Tytułu wywalczonego rok wcześniej bronił wśród mężczyzn Czech Lukáš Bauer. W rywalizacji kobiet do startu nie przystąpiła z przyczyn zdrowotnych zwyciężczyni Tour de Ski 2007/2008 Szwedka Charlotte Kalla.
Ponownie nastąpiły zmiany w kalendarz Touru. Tym razem Tour rozpoczął się w Niemczech, a nie jak dotychczas planowano w Czechach. Jest to zarazem najkrótszy dotychczas zaplanowany turniej ze wszystkich dotychczasowych (poprzednie 8 konkursów, tutaj 7).

## Klasyfikacja generalna

### Kobiety
| Miejsce | Imię i nazwisko        | Narodowość | Oberhof Msc./Pkt | Oberhof Msc./Pkt | Praga Msc./Pkt | Nové Město Msc./Pkt | Nové Město Msc./Pkt | Val di Fiemme Msc./Pkt | Val di Fiemme Msc./Pkt | Tour-Punkty | PŚ-punkty razem |
| ------- | ---------------------- | ---------- | ---------------- | ---------------- | -------------- | ------------------- | ------------------- | ---------------------- | ---------------------- | ----------- | --------------- |
| 1       | Virpi Kuitunen         | Finlandia  | 7 / 32           | 1 / 50           | 17 / 14        | 1 / 50              | 8 / 30              | 1 / 50                 | 21 / 10                | 400         | 636             |
| 2       | Aino-Kaisa Saarinen    | Finlandia  | 8 / 30           | 5 / 37           | 2 / 46         | 2 / 46              | 3 / 43              | 3 / 43                 | 15 / 16                | 320         | 581             |
| 3       | Petra Majdič           | Słowenia   | 3 / 43           | 6 / 34           | 3 / 43         | 5 / 37              | 2 / 46              | 2 / 25                 | 16 / 15                | 240         | 504             |
| 4       | Justyna Kowalczyk      | Polska     | 3 / 43           | 3 / 43           | 11 / 24        | 4 / 40              | 26 / 5              | 15 / 16                | 4 / 40                 | 200         | 411             |
| 5       | Marianna Longa         | Włochy     | 17 / 14          | 8 / 30           | 12 / 22        | 6 / 34              | 6 / 34              | 4 / 40                 | 9 / 28                 | 180         | 382             |
| 6       | Therese Johaug         | Norwegia   | 26 / 5           | 14 / 18          | 32 / 0         | 7 / 32              | 30 / 1              | 9 / 28                 | 1 / 50                 | 160         | 294             |
| 7       | Anna Haag              | Szwecja    | 11 / 24          | 11 / 24          | 16 / 15        | 14 / 18             | 7 / 32              | 8 / 30                 | 6 / 34                 | 144         | 321             |
| 8       | Arianna Follis         | Włochy     | 2 / 46           | 4 / 40           | 1 / 50         | 16 / 15             | 1 / 50              | 24 / 7                 | 14 / 18                | 128         | 354             |
| 9       | Kristin Størmer Steira | Norwegia   | 29 / 2           | 17 / 14          | 38 / 0         | 8 / 30              | 31 / 0              | 10 / 26                | 2 / 46                 | 116         | 234             |
| 10      | Marit Bjørgen          | Norwegia   | 5 / 37           | 2 / 46           | 7 / 32         | 3 / 43              | 10 / 26             | 5 / 37                 | 29 / 2                 | 104         | 327             |

### Mężczyźni
| Miejsce | Imię i nazwisko        | Narodowość | Oberhof Msc./Pkt | Oberhof Msc./Pkt | Praga Msc./Pkt | Nové Město Msc./Pkt | Nové Město Msc./Pkt | Val di Fiemme Msc./Pkt | Val di Fiemme Msc./Pkt | Tour-Punkty | PŚ-punkty razem |
| ------- | ---------------------- | ---------- | ---------------- | ---------------- | -------------- | ------------------- | ------------------- | ---------------------- | ---------------------- | ----------- | --------------- |
| 1       | Dario Cologna          | Szwajcaria | 2 / 46           | 1 / 50           | 8 / 30         | 15 / 16             | 5 / 37              | 4 / 40                 | 23 / 8                 | 400         | 627             |
| 2       | Petter Northug         | Norwegia   | 3 / 43           | 9 / 28           | 7 / 32         | 28 / 3              | 1 / 50              | 8 / 30                 | 13 / 20                | 320         | 526             |
| 3       | Axel Teichmann         | Niemcy     | 1 / 50           | 2 / 46           | 35 / 0         | 1 / 50              | 23 / 8              | 1 / 50                 | 34 / 0                 | 240         | 444             |
| 4       | Giorgio Di Centa       | Włochy     | 23 / 8           | 8 / 30           | 11 / 24        | 29 / 2              | 12 / 22             | 22 / 9                 | 3 / 43                 | 200         | 338             |
| 5       | Wasilij Roczew         | Rosja      | 8 / 30           | 20 / 11          | 2 / 46         | 16 / 15             | 7 / 32              | 17 / 14                | 29 / 2                 | 180         | 330             |
| 6       | Jean-Marc Gaillard     | Francja    | 14 / 18          | 7 / 32           | 3 / 43         | 37 / 0              | 29 / 2              | 18 / 13                | 6 / 34                 | 160         | 302             |
| 7       | Pietro Piller Cottrer  | Włochy     | 11 / 24          | 16 / 15          | 16 / 15        | 10 / 26             | 26 / 5              | 16 / 15                | 12 / 22                | 144         | 266             |
| 8       | Martin Johnsrud Sundby | Norwegia   | 49 / 0           | 14 / 18          | 45 / 0         | 2 / 46              | 34 / 0              | 5 / 37                 | 28 / 3                 | 128         | 232             |
| 9       | Jewgienij Diemientjew  | Rosja      | 20 / 11          | 23 / 8           | 33 / 0         | 13 / 20             | 13 / 20             | 13 / 20                | 15 / 16                | 116         | 211             |
| 10      | Sami Jauhojärvi        | Finlandia  | 29 / 2           | 4 / 40           | 4 / 40         | 40 / 0              | 19 /12              | 2 / 46                 | 19 / 12                | 104         | 256             |

## Czołówki zawodów

### Kobiety
| Lp | Data            | Miejscowość   | Dystans                          | 1 miejsce      | 2 miejsce              | 3 miejsce                      |
| -- | --------------- | ------------- | -------------------------------- | -------------- | ---------------------- | ------------------------------ |
| 1. | 27 grudnia 2008 | Oberhof       | 2,8 km s. klasyczny (prolog)     | Claudia Nystad | Arianna Follis         | Justyna Kowalczyk Petra Majdič |
| 2. | 28 grudnia 2008 | Oberhof       | 10 km s. klasyczny (handicap)    | Virpi Kuitunen | Marit Bjørgen          | Justyna Kowalczyk              |
| 3. | 29 grudnia 2008 | Praga         | Sprint s. dowolny                | Arianna Follis | Aino-Kaisa Saarinen    | Petra Majdič                   |
| 4. | 31 grudnia 2008 | Nové Město    | 10 km s. klasyczny               | Virpi Kuitunen | Aino-Kaisa Saarinen    | Marit Bjørgen                  |
| 5. | 1 stycznia 2009 | Nové Město    | Sprint s. dowolny                | Arianna Follis | Petra Majdič           | Aino-Kaisa Saarinen            |
| 6. | 3 stycznia 2009 | Val di Fiemme | 10 km s. klasyczny (bieg masowy) | Virpi Kuitunen | Petra Majdič           | Aino-Kaisa Saarinen            |
| 7. | 4 stycznia 2009 | Val di Fiemme | 9 km s. dowolny (handicap)       | Therese Johaug | Kristin Størmer Steira | Wałentyna Szewczenko           |

### Mężczyźni
| Lp | Data            | Miejscowość   | Dystans                          | 1 miejsce        | 2 miejsce              | 3 miejsce          |
| -- | --------------- | ------------- | -------------------------------- | ---------------- | ---------------------- | ------------------ |
| 1. | 27 grudnia 2008 | Oberhof       | 3,3 km s. klasyczny (prolog)     | Axel Teichmann   | Dario Cologna          | Petter Northug     |
| 2. | 28 grudnia 2008 | Oberhof       | 15 km s. klasyczny (handicap)    | Dario Cologna    | Axel Teichmann         | Devon Kershaw      |
| 3. | 29 grudnia 2008 | Praga         | Sprint s. dowolny                | Tor Arne Hetland | Wasilij Roczew         | Jean-Marc Gaillard |
| 4. | 31 grudnia 2008 | Nové Město    | 15 km s. klasyczny               | Axel Teichmann   | Martin Johnsrud Sundby | Nikołaj Czebot´ko  |
| 5. | 1 stycznia 2009 | Nové Město    | Sprint s. dowolny                | Petter Northug   | Tor Arne Hetland       | Cristian Zorzi     |
| 6. | 3 stycznia 2009 | Val di Fiemme | 20 km s. klasyczny (bieg masowy) | Axel Teichmann   | Sami Jauhojärvi        | Nikołaj Czebot´ko  |
| 7. | 4 stycznia 2009 | Val di Fiemme | 11 km s. dowolny (handicap)      | Ivan Babikow     | Tom Reichelt           | Giorgio Di Centa   |

## Przebieg zawodów

### Kobiety

#### 27 grudnia20082,8 km s. klasyczny (prolog), start indywidualnyOberhof,Niemcy
| #  | Imię i nazwisko     | Narodowość | Czas   | Punkty PŚ |
| -- | ------------------- | ---------- | ------ | --------- |
| 1  | Claudia Nystad      | Niemcy     | 6:17,2 | 50 p      |
| 2  | Arianna Follis      | Włochy     | +1,1   | 40 p      |
| 3  | Petra Majdič        | Słowenia   | +2,3   | 30 p      |
| 3  | Justyna Kowalczyk   | Polska     | +2,3   | 30 p      |
| 5  | Marit Bjørgen       | Norwegia   | +7,6   | 23 p      |
| 6  | Pirjo Muranen       | Finlandia  | +8,1   | 20 p      |
| 7  | Virpi Kuitunen      | Finlandia  | +9,3   | 18 p      |
| 8  | Aino-Kaisa Saarinen | Finlandia  | +9,6   | 16 p      |
| 9  | Stefanie Böhler     | Niemcy     | +13,2  | 14 p      |
| 10 | Astrid Jacobsen     | Norwegia   | +13,5  | 13 p      |

| # | Imię i nazwisko   | Narodowość | Czas   |
| - | ----------------- | ---------- | ------ |
| 1 | Claudia Nystad    | Niemcy     | 6:02,2 |
| 2 | Arianna Follis    | Włochy     | +6,1   |
| 3 | Petra Majdič      | Słowenia   | +12,3  |
|   | Justyna Kowalczyk | Polska     | +12,3  |
| 5 | Marit Bjørgen     | Norwegia   | +22,6  |

| # | Imię i nazwisko   | Narodowość | Punkty |
| - | ----------------- | ---------- | ------ |
| 1 | Claudia Nystad    | Niemcy     | 15     |
| 2 | Arianna Follis    | Włochy     | 10     |
| 3 | Justyna Kowalczyk | Polska     | 5      |
|   | Petra Majdič      | Słowenia   | 5      |

#### 28 grudnia200810 km s. klasyczny (handicap), start indywidualnyOberhof,Niemcy
| #  | Imię i nazwisko         | Narodowość | Czas    | Punkty PŚ |
| -- | ----------------------- | ---------- | ------- | --------- |
| 1  | Virpi Kuitunen          | Finlandia  | 24:20,7 | 50 pkt.   |
| 2  | Marit Bjørgen           | Norwegia   | +1,9    | 40 pkt.   |
| 3  | Justyna Kowalczyk       | Polska     | +6,2    | 30 pkt.   |
| 4  | Arianna Follis          | Włochy     | +8,9    | 23 pkt.   |
| 5  | Aino-Kaisa Saarinen     | Finlandia  | +10,4   | 23 pkt.   |
| 6  | Petra Majdič            | Słowenia   | +29,4   | 20 pkt.   |
| 7  | Pirjo Muranen           | Finlandia  | +40,6   | 18 pkt.   |
| 8  | Marianna Longa          | Włochy     | +42,4   | 16 pkt.   |
| 9  | Riitta-Liisa Roponen    | Finlandia  | +43,1   | 14 pkt.   |
| 10 | Evi Sachenbacher-Stehle | Niemcy     | +44,4   | 13 pkt.   |

| # | Imię i nazwisko     | Narodowość | Czas    |
| - | ------------------- | ---------- | ------- |
| 1 | Virpi Kuitunen      | Finlandia  | 30:22,7 |
| 2 | Marit Bjørgen       | Norwegia   | +1,9    |
| 3 | Justyna Kowalczyk   | Polska     | +6,2    |
| 4 | Arianna Follis      | Włochy     | +8,9    |
| 5 | Aino-Kaisa Saarinen | Finlandia  | +10,4   |

| # | Imię i nazwisko   | Narodowość | Punkty |
| - | ----------------- | ---------- | ------ |
| 1 | Claudia Nystad    | Niemcy     | 15     |
| 2 | Arianna Follis    | Włochy     | 10     |
| 3 | Justyna Kowalczyk | Polska     | 5      |
|   | Petra Majdič      | Słowenia   | 5      |

#### 29 grudnia20081,3 km Sprint s. dowolny, start indywidualnyPraga,Czechy
| Finał A | Finał A                 | Finał A    | Finał A | Finał A   |
| #       | Imię i nazwisko         | Narodowość | Czas    | Punkty PŚ |
| ------- | ----------------------- | ---------- | ------- | --------- |
| 1       | Arianna Follis          | Włochy     | 2:50,6  | 50 pkt    |
| 2       | Aino-Kaisa Saarinen     | Finlandia  | +0,6    | 40 pkt    |
| 3       | Petra Majdič            | Słowenia   | +1,3    | 30 pkt    |
| 4       | Pirjo Muranen           | Finlandia  | +1,6    | 25 pkt    |
| 5       | Marthe Kristoffersen    | Norwegia   | +2,3    | 23 pkt    |
| 6       | Claudia Nystad          | Niemcy     | +16,0   | 20 pkt    |
| Finał B |                         |            |         |           |
| 7       | Marit Bjørgen           | Norwegia   | 2:52,5  | 18 pkt    |
| 8       | Riitta-Liisa Roponen    | Finlandia  | +0,0    | 16 pkt    |
| 9       | Vesna Fabjan            | Słowenia   | +0,6    | 14 pkt    |
| 10      | Evi Sachenbacher-Stehle | Niemcy     | +0,7    | 13 pkt    |
| 11      | Justyna Kowalczyk       | Polska     | +1,5    | 12 pkt    |
| 12      | Marianna Longa          | Włochy     | +1,6    | 11 pkt    |
| 13      | Stefanie Böhler         | Niemcy     | +1,7    | 10 pkt    |

| # | Imię i nazwisko     | Narodowość | Czas    |
| - | ------------------- | ---------- | ------- |
| 1 | Arianna Follis      | Włochy     | 32:23,9 |
| 2 | Aino-Kaisa Saarinen | Finlandia  | +8,0    |
| 3 | Marit Bjørgen       | Norwegia   | +13,1   |
| 4 | Justyna Kowalczyk   | Polska     | +32,2   |
| 5 | Petra Majdič        | Słowenia   | +34,5   |

| # | Imię i nazwisko | Narodowość | Punkty |
| - | --------------- | ---------- | ------ |
| 1 | Arianna Follis  | Włochy     | 70 pkt |
| 2 | Petra Majdič    | Słowenia   | 57 pkt |
|   | Claudia Nystad  | Niemcy     | 57 pkt |

#### 31 grudnia200810 km s. klasyczny, start indywidualnyNové Město,Czechy
| #  | Imię i nazwisko        | Narodowość | Czas    | Punkty PŚ |
| -- | ---------------------- | ---------- | ------- | --------- |
| 1  | Virpi Kuitunen         | Finlandia  | 24:45,4 | 50 pkt    |
| 2  | Aino-Kaisa Saarinen    | Finlandia  | +37,6   | 40 pkt    |
| 3  | Marit Bjørgen          | Norwegia   | +49,9   | 30 pkt    |
| 4  | Justyna Kowalczyk      | Polska     | +55,1   | 25 pkt    |
| 5  | Petra Majdič           | Słowenia   | +59,5   | 23 pkt    |
| 6  | Marianna Longa         | Włochy     | +1:15,0 | 20 pkt    |
| 7  | Therese Johaug         | Norwegia   | +1:22,4 | 18 pkt    |
| 8  | Kristin Størmer Steira | Norwegia   | +1:25,9 | 16 pkt    |
| 9  | Wałentyna Szewczenko   | Ukraina    | +1:29,5 | 14 pkt    |
| 10 | Kateřina Smutná        | Austria    | +1:31,6 | 13 pkt    |

| # | Imię i nazwisko     | Narodowość | Czas    |
| - | ------------------- | ---------- | ------- |
| 1 | Virpi Kuitunen      | Finlandia  | 57:49,3 |
| 2 | Aino-Kaisa Saarinen | Finlandia  | +5,6    |
| 3 | Marit Bjørgen       | Norwegia   | +23,0   |
| 4 | Justyna Kowalczyk   | Polska     | +47,3   |
| 5 | Petra Majdič        | Słowenia   | +54,0   |

| # | Imię i nazwisko | Narodowość | Punkty |
| - | --------------- | ---------- | ------ |
| 1 | Arianna Follis  | Włochy     | 70 pkt |
| 2 | Petra Majdič    | Słowenia   | 57 pkt |
|   | Claudia Nystad  | Niemcy     | 57 pkt |

#### 1 stycznia2009Sprint s. dowolny, start indywidualnyNové Město,Czechy
| Finał A | Finał A              | Finał A    | Finał A | Finał A   |
| #       | Imię i nazwisko      | Narodowość | Czas    | Punkty PŚ |
| ------- | -------------------- | ---------- | ------- | --------- |
| 1       | Arianna Follis       | Włochy     | 2:22,6  | 50 pkt    |
| 2       | Petra Majdič         | Słowenia   | +0,5    | 40 pkt    |
| 3       | Aino-Kaisa Saarinen  | Finlandia  | +0,8    | 30 pkt    |
| 4       | Magda Genuin         | Włochy     | +1,1    | 25 pkt    |
| 5       | Alena Procházková    | Słowacja   | +5,3    | 23 pkt    |
| 6       | Marianna Longa       | Włochy     | +8,0    | 20 pkt    |
| Finał B |                      |            |         |           |
| 7       | Anna Haag            | Szwecja    | 2:29,0  | 18 pkt    |
| 8       | Virpi Kuitunen       | Finlandia  | +0,7    | 16 pkt    |
| 9       | Vesna Fabjan         | Słowenia   | +0,9    | 14 pkt    |
| 10      | Marit Bjørgen        | Norwegia   | +1,3    | 13 pkt    |
| 11      | Riitta-Liisa Roponen | Finlandia  | +2,1    | 12 pkt    |
| 12      | Marthe Kristoffersen | Norwegia   | +3,3    | 11 pkt    |

| # | Imię i nazwisko     | Narodowość | Czas    |
| - | ------------------- | ---------- | ------- |
| 1 | Aino-Kaisa Saarinen | Finlandia  | 59:30,4 |
| 2 | Virpi Kuitunen      | Finlandia  | +13,8   |
| 3 | Marit Bjørgen       | Norwegia   | +37,0   |
| 4 | Petra Majdič        | Słowenia   | +44,1   |
| 5 | Arianna Follis      | Włochy     | +52,8   |

| # | Imię i nazwisko     | Narodowość | Punkty  |
| - | ------------------- | ---------- | ------- |
| 1 | Arianna Follis      | Włochy     | 130 pkt |
| 2 | Petra Majdič        | Słowenia   | 113 pkt |
| 3 | Aino-Kaisa Saarinen | Finlandia  | 108 pkt |

#### 3 stycznia200910 km s. klasyczny (bieg masowy), start indywidualnyVal di Fiemme,Włochy
| #  | Imię i nazwisko        | Narodowość | Czas    | Punkty PŚ |
| -- | ---------------------- | ---------- | ------- | --------- |
| 1  | Virpi Kuitunen         | Finlandia  | 30:10,3 | 50 p      |
| 2  | Petra Majdič           | Słowenia   | +13,8   | 40 p      |
| 3  | Aino-Kaisa Saarinen    | Finlandia  | +20,5   | 30 p      |
| 4  | Marianna Longa         | Włochy     | +24,6   | 25 p      |
| 5  | Marit Bjørgen          | Norwegia   | +33,0   | 23 p      |
| 6  | Pirjo Muranen          | Finlandia  | +34,7   | 20 p      |
| 7  | Stefanie Böhler        | Niemcy     | +35,6   | 18 p      |
| 8  | Anna Haag              | Szwecja    | +36,5   | 16 p      |
| 9  | Therese Johaug         | Norwegia   | +37,1   | 14 p      |
| 10 | Kristin Størmer Steira | Norwegia   | +39,0   | 13 p      |

| # | Imię i nazwisko     | Narodowość | Czas      |
| - | ------------------- | ---------- | --------- |
| 1 | Virpi Kuitunen      | Finlandia  | 1:29:14,5 |
| 2 | Aino-Kaisa Saarinen | Finlandia  | +31,7     |
| 3 | Petra Majdič        | Słowenia   | +49,1     |
| 4 | Marit Bjørgen       | Norwegia   | +1:36,2   |
| 5 | Marianna Longa      | Włochy     | +2:42,0   |

| # | Imię i nazwisko     | Narodowość | Punkty |
| - | ------------------- | ---------- | ------ |
| 1 | Petra Majdič        | Słowenia   | 148    |
| 2 | Arianna Follis      | Włochy     | 130    |
| 3 | Aino-Kaisa Saarinen | Finlandia  | 123    |

#### 4 stycznia20099 km s. dowolny (handicap), start indywidualnyVal di Fiemme,Włochy
| #  | Imię i nazwisko                  | Narodowość | Czas    | Punkty PŚ |
| -- | -------------------------------- | ---------- | ------- | --------- |
| 1  | Therese Johaug                   | Norwegia   | 35:07,7 | 50 p      |
| 2  | Kristin Størmer Steira           | Norwegia   | +8,7    | 46 p      |
| 3  | Wałentyna Szewczenko             | Ukraina    | +44,3   | 43 p      |
| 4  | Justyna Kowalczyk                | Polska     | +47,1   | 40 p      |
| 5  | Jewgienija Miedwiediewa-Arbuzowa | Rosja      | +54,6   | 37 p      |
| 6  | Anna Haag                        | Szwecja    | +58,4   | 34 p      |
| 7  | Riitta-Liisa Roponen             | Finlandia  | +1:07,9 | 32 p      |
| 8  | Stefanie Böhler                  | Niemcy     | +1:10,8 | 30 p      |
| 9  | Marianna Longa                   | Włochy     | +1:13,7 | 28 p      |
| 10 | Julija Czepałowa                 | Rosja      | +1:28,9 | 26 p      |

| # | Imię i nazwisko     | Narodowość | Czas      |
| - | ------------------- | ---------- | --------- |
| 1 | Virpi Kuitunen      | Finlandia  | 2:06:41,4 |
| 2 | Aino-Kaisa Saarinen | Finlandia  | +7,2      |
| 3 | Petra Majdič        | Słowenia   | +34,5     |
| 4 | Justyna Kowalczyk   | Polska     | +1:21,1   |
| 5 | Marianna Longa      | Włochy     | +1:36,5   |

| # | Imię i nazwisko     | Narodowość | Punkty |
| - | ------------------- | ---------- | ------ |
| 1 | Petra Majdič        | Słowenia   | 148    |
| 2 | Arianna Follis      | Włochy     | 130    |
| 3 | Aino-Kaisa Saarinen | Finlandia  | 123    |

### Mężczyźni

#### 27 grudnia20083,3 km s. klasyczny (prolog), start indywidualnyOberhof,Niemcy
| #  | Imię i nazwisko | Narodowość | Czas   | Punkty PŚ |
| -- | --------------- | ---------- | ------ | --------- |
| 1  | Axel Teichmann  | Niemcy     | 7:11,8 | 50 p      |
| 2  | Dario Cologna   | Szwajcaria | +8,2   | 40 p      |
| 3  | Petter Northug  | Norwegia   | +13,0  | 30 p      |
| 4  | Aivar Rehemaa   | Estonia    | +13,3  | 25 p      |
| 5  | Devon Kershaw   | Kanada     | +13,8  | 23 p      |
| 6  | Tom Reichelt    | Niemcy     | +14,9  | 20 p      |
| 7  | Marcus Hellner  | Szwecja    | +15,0  | 18 p      |
| 8  | Wasilij Roczew  | Rosja      | +15,1  | 16 p      |
| 9  | George Grey     | Kanada     | +15,4  | 14 p      |
| 10 | Vincent Vittoz  | Francja    | +16,6  | 13 p      |

| # | Imię i nazwisko | Narodowość | Czas   |
| - | --------------- | ---------- | ------ |
| 1 | Axel Teichmann  | Niemcy     | 6:56,8 |
| 2 | Dario Cologna   | Szwajcaria | +13,2  |
| 3 | Petter Northug  | Norwegia   | +23,0  |
| 4 | Aivar Rehemaa   | Estonia    | +28,3  |
| 5 | Devon Kershaw   | Kanada     | +28,8  |

| # | Imię i nazwisko | Narodowość | Punkty |
| - | --------------- | ---------- | ------ |
| 1 | Axel Teichmann  | Niemcy     | 15     |
| 2 | Dario Cologna   | Szwajcaria | 10     |
| 3 | Petter Northug  | Norwegia   | 5      |

#### 28 grudnia200815 km s. klasyczny (handicap), start indywidualnyOberhof,Niemcy
| #  | Imię i nazwisko    | Narodowość | Czas    | Punkty PŚ |
| -- | ------------------ | ---------- | ------- | --------- |
| 1  | Dario Cologna      | Szwajcaria | 43:05,1 | 50 p      |
| 2  | Axel Teichmann     | Niemcy     | +4,8    | 40 p      |
| 3  | Devon Kershaw      | Kanada     | +26,4   | 30 p      |
| 4  | Sami Jauhojärvi    | Finlandia  | +26,4   | 25 p      |
| 5  | Tobias Angerer     | Niemcy     | +28,3   | 23 p      |
| 6  | Jaak Mae           | Estonia    | +28,4   | 20 p      |
| 7  | Jean-Marc Gaillard | Francja    | +28,4   | 18 p      |
| 8  | Giorgio Di Centa   | Włochy     | +28,6   | 16 p      |
| 9  | Petter Northug     | Norwegia   | +28,9   | 14 p      |
| 10 | Daniel Richardsson | Szwecja    | +29,2   | 13 p      |

| # | Imię i nazwisko | Narodowość | Czas    |
| - | --------------- | ---------- | ------- |
| 1 | Dario Cologna   | Szwajcaria | 43:05,1 |
| 2 | Axel Teichmann  | Niemcy     | +4,8    |
| 3 | Devon Kershaw   | Kanada     | +26,4   |
| 3 | Sami Jauhojärvi | Finlandia  | +26,4   |
| 5 | Tobias Angerer  | Niemcy     | +28,3   |

| # | Imię i nazwisko | Narodowość | Punkty |
| - | --------------- | ---------- | ------ |
| 1 | Axel Teichmann  | Niemcy     | 15     |
| 2 | Dario Cologna   | Szwajcaria | 10     |
| 3 | Petter Northug  | Norwegia   | 5      |

#### 29 grudnia20081,3 km Sprint s. dowolny, start indywidualnyPraga,Czechy
| Finał A | Finał A             | Finał A    | Finał A | Finał A   |
| #       | Imię i nazwisko     | Narodowość | Czas    | Punkty PŚ |
| ------- | ------------------- | ---------- | ------- | --------- |
| 1       | Tor Arne Hetland    | Norwegia   | 2:33,0  | 50 p      |
| 2       | Wasilij Roczew      | Rosja      | +0,2    | 40 p      |
| 3       | Jean-Marc Gaillard  | Francja    | +0,8    | 30 p      |
| 4       | Sami Jauhojärvi     | Finlandia  | +0,8    | 25 p      |
| 5       | John Kristian Dahl  | Norwegia   | +0,8    | 23 p      |
| 6       | Eldar Rønning       | Norwegia   | +5,6    | 20 p      |
| Finał B |                     |            |         |           |
| 7       | Petter Northug      | Norwegia   | 2:34,9  | 18 p      |
| 8       | Dario Cologna       | Szwajcaria | +0,2    | 16 p      |
| 9       | Roddy Darragon      | Francja    | +0,3    | 14 p      |
| 10      | Cristian Zorzi      | Włochy     | +0,5    | 13 p      |
| 11      | Giorgio Di Centa    | Włochy     | +1,2    | 12 p      |
| 12      | Tord Asle Gjerdalen | Norwegia   | +5,4    | 11 p      |

| # | Imię i nazwisko    | Narodowość | Czas    |
| - | ------------------ | ---------- | ------- |
| 1 | Dario Cologna      | Szwajcaria | 45:01,4 |
| 2 | Wasilij Roczew     | Rosja      | +15,4   |
| 3 | Jean-Marc Gaillard | Francja    | +18,1   |
| 4 | Sami Jauhojärvi    | Finlandia  | +20,1   |
| 5 | Petter Northug     | Norwegia   | +28,1   |

| # | Imię i nazwisko    | Narodowość | Punkty |
| - | ------------------ | ---------- | ------ |
| 1 | Tor Arne Hetland   | Norwegia   | 60     |
| 2 | Wasilij Roczew     | Rosja      | 56     |
| 3 | Jean-Marc Gaillard | Francja    | 52     |

#### 31 grudnia200815 km s. klasyczny, start indywidualnyNové Město,Czechy
| #  | Imię i nazwisko        | Narodowość | Czas    | Punkty PŚ |
| -- | ---------------------- | ---------- | ------- | --------- |
| 1  | Axel Teichmann         | Niemcy     | 39:03,7 | 50 p      |
| 2  | Martin Johnsrud Sundby | Norwegia   | +5,0    | 40 p      |
| 3  | Nikołaj Czebot´ko      | Kazachstan | +10,5   | 30 p      |
| 4  | Jaak Mae               | Estonia    | +11,3   | 25 p      |
| 5  | Lukáš Bauer            | Czechy     | +13,4   | 23 p      |
| 6  | Eldar Rønning          | Norwegia   | +14,7   | 20 p      |
| 7  | Aleksandr Legkow       | Rosja      | +15,0   | 18 p      |
| 8  | Nikołaj Pankratow      | Rosja      | +18,8   | 16 p      |
| 9  | Andrus Veerpalu        | Estonia    | +23,1   | 14 p      |
| 10 | Pietro Piller Cottrer  | Włochy     | +24,1   | }         |

| # | Imię i nazwisko        | Narodowość | Czas      |
| - | ---------------------- | ---------- | --------- |
| 1 | Dario Cologna          | Szwajcaria | 1:24:36,9 |
| 2 | Wasilij Roczew         | Rosja      | +16,3     |
| 3 | Axel Teichmann         | Niemcy     | +16,5     |
| 4 | Eldar Rønning          | Norwegia   | +20,9     |
| 5 | Martin Johnsrud Sundby | Norwegia   | +47,9     |

| # | Imię i nazwisko    | Narodowość | Punkty |
| - | ------------------ | ---------- | ------ |
| 1 | Tor Arne Hetland   | Norwegia   | 60     |
| 2 | Wasilij Roczew     | Rosja      | 56     |
| 3 | Jean-Marc Gaillard | Francja    | 52     |

#### 1 stycznia2009Sprint s. dowolny, start indywidualnyNové Město,Czechy
| Finał A | Finał A            | Finał A    | Finał A | Finał A   |
| #       | Imię i nazwisko    | Narodowość | Czas    | Punkty PŚ |
| ------- | ------------------ | ---------- | ------- | --------- |
| 1       | Petter Northug     | Norwegia   | ? s     | 50 p      |
| 2       | Tor Arne Hetland   | Norwegia   | ? s     | 40 p      |
| 3       | Cristian Zorzi     | Włochy     | ? s     | 30 p      |
| 4       | John Kristian Dahl | Norwegia   | ? s     | 25 p      |
| 5       | Dario Cologna      | Szwajcaria | ? s     | 23 p      |
| 6       | Nikołaj Czebot´ko  | Kazachstan | ? s     | 20 p      |
| Finał B |                    |            |         |           |
| 7       | Wasilij Roczew     | Rosja      | 40 s    | 18 p      |
| 8       | Aleksandr Legkow   | Rosja      | ? s     | 16 p      |
| 9       | Eldar Rønning      | Norwegia   | ? s     | 14 p      |
| 10      | Roddy Darragon     | Francja    | ? s     | 13 p      |
| 11      | Fabio Pasini       | Włochy     | ? s     | 12 p      |
| 12      | Giorgio Di Centa   | Włochy     | ? s     | 11 p      |

| # | Imię i nazwisko | Narodowość | Czas      |
| - | --------------- | ---------- | --------- |
| 1 | Dario Cologna   | Szwajcaria | 1:26:02,4 |
| 2 | Wasilij Roczew  | Rosja      | +23,5     |
| 3 | Eldar Rønning   | Norwegia   | +32,5     |
| 4 | Petter Northug  | Norwegia   | +48,5     |
| 5 | Axel Teichmann  | Niemcy     | +55,9     |

| # | Imię i nazwisko  | Narodowość | Punkty |
| - | ---------------- | ---------- | ------ |
| 1 | Tor Arne Hetland | Norwegia   | 116    |
| 2 | Petter Northug   | Norwegia   | 105    |
| 3 | Wasilij Roczew   | Rosja      | 96     |

#### 3 stycznia200920 km s. klasyczny (bieg masowy), start indywidualnyVal di Fiemme,Włochy
| #  | Imię i nazwisko        | Narodowość | Czas    | Punkty PŚ |
| -- | ---------------------- | ---------- | ------- | --------- |
| 1  | Axel Teichmann         | Niemcy     | 55:19,2 | 50 p      |
| 2  | Sami Jauhojärvi        | Finlandia  | +0,3    | 40 p      |
| 3  | Nikołaj Czebot´ko      | Kazachstan | +1,3    | 30 p      |
| 4  | Dario Cologna          | Szwajcaria | +1,8    | 25 p      |
| 5  | Martin Johnsrud Sundby | Norwegia   | +2,5    | 23 p      |
| 6  | Maksim Wylegżanin      | Rosja      | +3,9    | 20 p      |
| 7  | Jens Filbrich          | Niemcy     | +4,0    | 18 p      |
| 8  | Petter Northug         | Norwegia   | +6,7    | 16 p      |
| 9  | Jaak Mae               | Estonia    | +8,2    | 14 p      |
| 10 | Aivar Rehemaa          | Estonia    | +13,8   | 13 p      |

| # | Imię i nazwisko | Narodowość | Czas      |
| - | --------------- | ---------- | --------- |
| 1 | Dario Cologna   | Szwajcaria | 2:20:53,4 |
| 2 | Axel Teichmann  | Niemcy     | +34,1     |
| 3 | Eldar Rønning   | Norwegia   | +1:05,2   |
| 4 | Wasilij Roczew  | Rosja      | +1:19,1   |
| 5 | Petter Northug  | Norwegia   | +1:23,4   |

| # | Imię i nazwisko  | Narodowość | Punkty |
| - | ---------------- | ---------- | ------ |
| 1 | Tor Arne Hetland | Norwegia   | 131    |
| 2 | Dario Cologna    | Szwajcaria | 122    |
| 3 | Petter Northug   | Norwegia   | 105    |

#### 4 stycznia200911 km s. dowolny (handicap), start indywidualnyVal di Fiemme,Włochy
| #  | Imię i nazwisko    | Narodowość | Czas    | Punkty PŚ |
| -- | ------------------ | ---------- | ------- | --------- |
| 1  | Ivan Babikov       | Kanada     | 33:51,2 | 50 p      |
| 2  | Tom Reichelt       | Niemcy     | +1,5    | 46 p      |
| 3  | Giorgio Di Centa   | Włochy     | +3,2    | 43 p      |
| 4  | Matti Heikkinen    | Finlandia  | +12,0   | 40 p      |
| 5  | Lukáš Bauer        | Czechy     | +15,2   | 37 p      |
| 6  | Jean-Marc Gaillard | Francja    | +21,7   | 34 p      |
| 7  | Vincent Vittoz     | Francja    | +29,1   | 32 p      |
| 8  | Roland Clara       | Włochy     | +31,4   | 30 p      |
| 9  | Maksim Wylegżanin  | Rosja      | +32,6   | 28 p      |
| 10 | Toni Livers        | Szwajcaria | +32,9   | 26 p      |

| # | Imię i nazwisko  | Narodowość | Czas      |
| - | ---------------- | ---------- | --------- |
| 1 | Dario Cologna    | Szwajcaria | 2:56:05,4 |
| 2 | Petter Northug   | Norwegia   | +59,0     |
| 3 | Axel Teichmann   | Niemcy     | +1:02,8   |
| 4 | Giorgio Di Centa | Włochy     | +1:22,2   |
| 5 | Wasilij Roczew   | Rosja      | +1:31,0   |

| # | Imię i nazwisko  | Narodowość | Punkty |
| - | ---------------- | ---------- | ------ |
| 1 | Tor Arne Hetland | Norwegia   | 131    |
| 2 | Dario Cologna    | Szwajcaria | 122    |
| 3 | Petter Northug   | Norwegia   | 105    |